# Stade Silvestre-Carrillo
Le Stade Silvestre Carrillo (en espagnol : Estadio Silvestre Carrillo), également connu sous le nom de Nouveau stade Silvestre Carrillo (en espagnol : Nuevo Estadio Silvestre Carrillo), est un stade de football espagnol situé dans la ville de Santa Cruz de La Palma, sur l'île de La Palma dans les Îles Canaries.
Le stade, doté de 4 000 places et inauguré en 1977, sert d'enceinte à domicile à l'équipe de football du Club Deportivo Mensajero.
Le stade est atypique car il est situé au sommet d'un immeuble commercial lui-même situé à côté de la falaise d'un ravin.

## Histoire
En raison de la limitation des heures d'utilisation du Terrain de Bajamar (en espagnol : Campo de Bajamar) qu'utilisait le CD Mensajero (mais qui appartenait au SD Tenisca) depuis 1939, il est décidé en 1973 d'acquérir un terrain situé dans le ravin de Los Dolores à Santa Cruz de La Palma pour la construction d'un nouveau stade. Le club, qui bénéficie d'un soutien financier important pour réaliser les travaux, décide de nommer le futur stade en hommage à Silvestre Carrillo, du partenaire ayant contribué à l'achat du terrain pour la construction du stade.
Le stade ouvre ses portes en 1977. Il est inauguré le 17 décembre 1977.
La surface du terrain est en terre et ce jusqu'en 1994, année au cours de laquelle est installée une pelouse.
À partir de 1999 et ce jusqu'en 2007 (sur des travaux des architectes Pedro Cruz et Auñón Briones), le stade est rénové pour y construire un espace commercial et des bureaux au rez-de-chaussée. En attendant la rénovation, le CD Mensajero joue ses matchs au Stade Rosendo Hernández (en espagnol : Estadio Rosendo Hernández) du CD Miraflores. Les travaux subiront de multiples retards en raison de la situation économique du club. Le stade est réinauguré le 14 janvier 2007.
Le site internet quecrack.com qualifie le stade parmi les dix stades les plus curieux au monde.